# Uścięcice
Uścięcice – wieś w Polsce położona w województwie wielkopolskim, w powiecie nowotomyskim, w gminie Opalenica. Ok. 1 km na zachód od Uścięcic przepływa Mogilnica Środkowa.
Po raz pierwszy miejscowość wzmiankowano w 1387 roku, pod nazwą Wszczanczice. Na przestrzeni lat była własnością znanych rodów: Nałęczów, Niegolewskich, Raczyńskich i do 1939 Mielżyńskich.
Wieś Usczienczice położona była w 1581 roku w powiecie kościańskim województwa poznańskiego.
W okresie Wielkiego Księstwa Poznańskiego (1815-1848) Uścięcice należały do wsi większych w ówczesnym powiecie bukowskim, który dzielił się na cztery okręgi (bukowski, grodziski, lutomyślski oraz lwowkowski). Uścięcice należały do okręgu bukowskiego i stanowiły część majątku Wojnowice, którego właścicielem był wówczas Edmund Raczyński. Według spisu urzędowego z 1837 roku wieś liczyła 324 mieszkańców i 34 dymy (domostwa).
Pod koniec XIX wieku liczyła 37 domostw i 270 mieszkańców. W latach 1975–1998 miejscowość administracyjnie należała do województwa poznańskiego.
W Uścięcicach zachowało się kilka domów z końca XIX w., w tym dawny dwór (rządcówka) z 1895 roku oraz stajnia, wchodząca w skład niegdysiejszego folwarku. Przy drodze do Kozłowa znajduje się kopalnia ropy naftowej i gazu ziemnego "Buk", należąca do PGNiG SA Oddział w Zielonej Górze.
Podczas badań archeologicznych pod koniec XIX wieku i w XX wieku natrafiono na ślady osadnicze z epoki neolitu. 3 km na zachód od Uścięcic leży rezerwat przyrody Urbanowo.